# 进口附加税
进口附加税是一国对进口货物，除了征收一般进口税外，根据某种目的再加征的进口税。这种对进口商品征收一般关税以外，再加征额外的关税，就叫做进口附加税（Import Surtaxes）。
进口附加税主要有两种：反贴补税（Counter Vailling Duty）和反倾销税（Anti-Dumping Duty）。